# Billakempanahalli, Ramanagara
Billakempanahalli là một làng thuộc tehsil Ramanagara, huyện Ramanagara, bang Karnataka, Ấn Độ.